# Бриджпортский университет
Бриджпортский университет (англ. University of Bridgeport) — частный университет США, расположенный в городе Бриджпорт, штат Коннектикут. 
Университет известен своим высоким рейтингом по интернационализации, в настоящее время занимающий одиннадцатое место по расовому разнообразию по оценке U.S. News & World Report.

## История
Основан в 1927 году как Коннектикутский неполный колледж, находящийся в ведении штата. В 1947 году он стал Бриджпортским университетом, когда получил разрешение от властей штата обучать по программам дающим степень бакалавра наук. В 1953 году университет приобрёл Арнольдский колледж, в прошлом Милфордский колледж. Университет бурно развивался в 1960-х годах, извлекая выгоду от растущего числа желающих получить высшее образование в результате бума рождаемости и вышедшего закона о трудоустройстве ветеранов войны во Вьетнаме, а также благодаря международным студентам, желающим учиться в США. Зачисление достигло 9100 студентов в 1969 году.
Прием студентов сократился в 1970-х и 1980-х годах после убывания волны бума рождаемости. К 1990 году университет снизил плату за обучение, проживание и прочие расходы до $18000 в год, но привлекательность университета не улучшилась. Более трети из пятидесяти зданий кампуса пустовало. Чтобы снизить издержки, университет уволил 50 преподавателей с бессрочным контрактом, и попросил остальных преподавателей работать за урезанную на 30 % зарплату. Вдобавок, университет решил ликвидировать колледж гуманитарных наук, прощаясь с некоторыми студентами. Это привело к самой длительной в истории США забастовке преподавателей. Д-р Гринвуд, являвшийся тогда президентом, внезапно уволился, и около 1000 студентов бросили учёбу, содействуя ещё большему кризису.
В 1990 году поступили предложения по поглощению от двух университетов: от Университета Нью-Хейвена и ещё одного католического университета в Коннектикуте. Также поступило предложение от Академии профессоров за мир во всем мире, учрежденной Мун Сон Мёном, по выдаче спасательного кредита по отношению к некредитоспособному университету, с правом последующего выкупа в случае погашения кредита, но по неизвестным причинам предложения были отвергнуты.
Проблемы продолжали досаждать университет; прием снизился до 1300 человек в 1991 году. Долг вырос до $22 миллионов в 1991—1992 учебном году. Были и другие университеты, желающие поглотить университет, но они не хотели брать на себя его долги. Университет потребовал от совета директоров вести «серьёзные переговоры», и они приняли предложение, давая Академии профессоров 16 мест в совете директоров, составляющих большинство. Академия профессоров инвестировала $50,5 млн в университет 30 мая 1992 года, поддерживая на плаву аккредитацию университета.
После того, как Академия профессоров взяла на себя контроль над университетом, совет директоров оставил прежнего президента, прослужившего до 1995 года, и затем его сменил Ричард Л. Рубинштейн, который проработал с 1995 года до 1999 года.
Нил Альберт Салонен был Председателем Совета директоров после того, как был избран Девятым Президентом Бриджпортского университета в 1999 году. В 1995 году Университет вручил почетную докторскую степень Муну Сон Мёну.  В 2019 году университет и Академия профессоров завершили партнерство.

## Эмблема
Эмблема Бриджпортского университета представлена в четырёх квадрантах, каждый из которых характеризует его традиции и особенности. На верхнем левом квадранте представлена лампа знания, элемент официальной эмблемы Бриджпорта с 1931 года. На правом верхнем квадранте отображено древо жизни, символизирующее личный рост и рост учреждения. В нижнем правом показана арка Перри, символизирующая традиции, прочное основание и исполнение. В правом нижнем изображена морская марина, иллюстрирующая университетский кампус у залива Лонг-Айленд.

## Учебные занятия
По рейтингам 2011 года, университет занял рейтинг второго порядка согласно U.S. News and World Report. Университет также аккредитован Департаментом высшего образования штата Коннектикут. Отделение медицинских наук: программы по хиропрактической медицине, натуропатии, фельдшерству, здоровому питанию, акупунктуре, гигиене ротовой полости.

## Известные выпускники
- англ. Ellen Alemany — главный исполнительный директор, председатель, главный финансовый директор банка англ. Citizens Financial Group. Алемани является по сей день единственным председателем-женщиной десятки лучших американских банков США.
- англ. Ivan Barbalić — постоянный представитель Боснии-Герцеговины в ООН
- Бол, Мануте — бывший профессиональный баскетболист НБА
- англ. Julius Boros — бывший профессиональный игрок в гольф, победитель восемнадцати соревнований Тура PGA
- англ. Fred DeLuca — сооснователь франшизы Subway (сеть ресторанов)
- George Dixon — бывший профессиональный футболист, университетский футбольный тренер и член Галереи славы канадского футбола
- англ. Michael Jarjura — мэр города Уотербери (Коннектикут)
- Джон Рассиас — известный лингвист и преподаватель Дартмутского колледжа
- Дэннис Уолкотт — Вице-мэр Нью-Йорка по делам образования